# Cuit vapeur

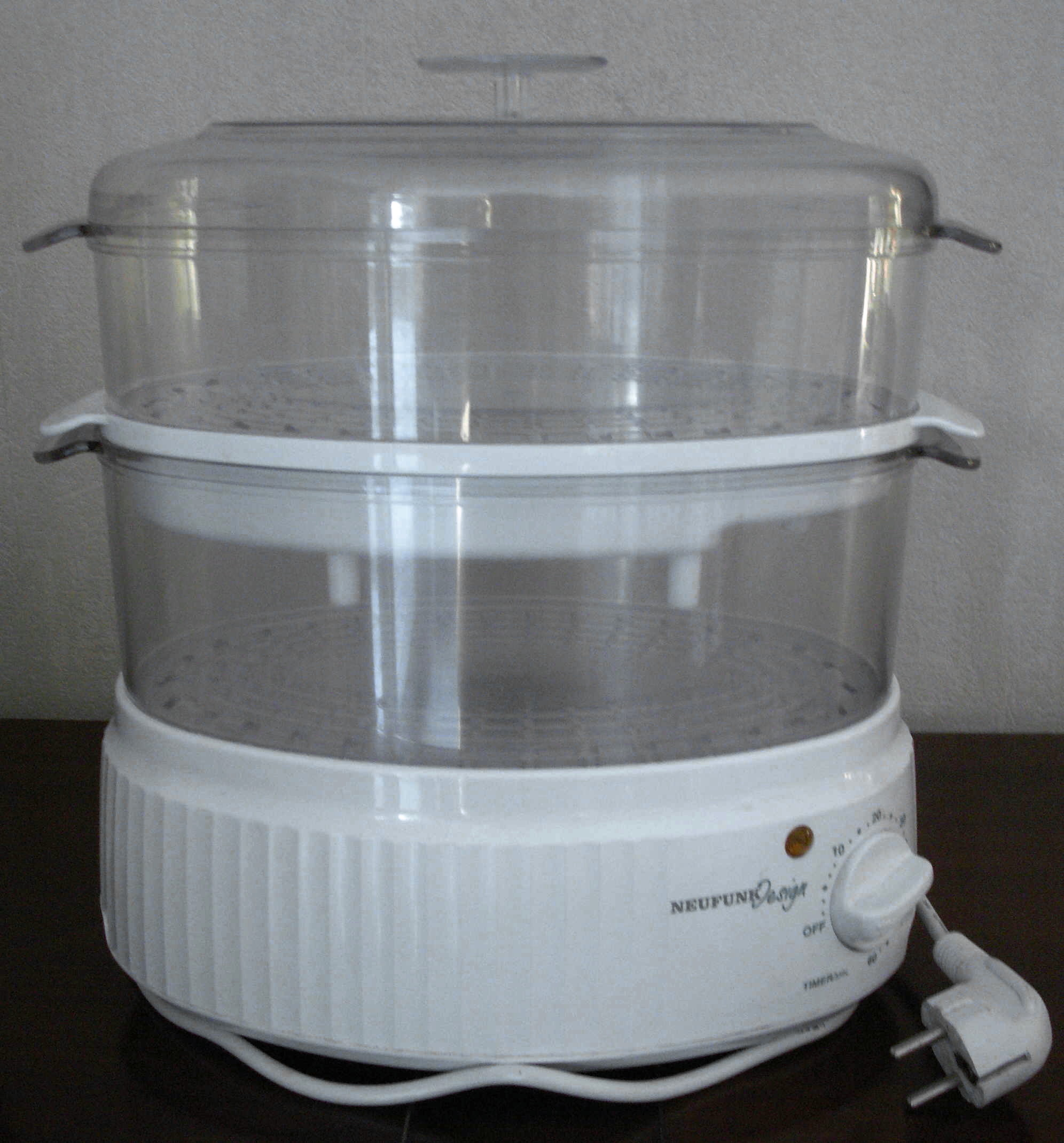
Modèle électrique.

Le cuit vapeur, cuit-vapeur, cuiseur vapeur est un ustensile de cuisine destiné à cuire les aliments à la vapeur. Il est constitué d'une cuve où un liquide est porté à ébullition sur laquelle on place un ou plusieurs étages perforés recevant les aliments à cuire dans lesquels la vapeur circule, et enfin d'un couvercle mobile.   
On désigne également sous ce terme le panier de cuisson seul et le panier-marguerite (panier vapeur pliable souvent en inox) .  

## Traductions

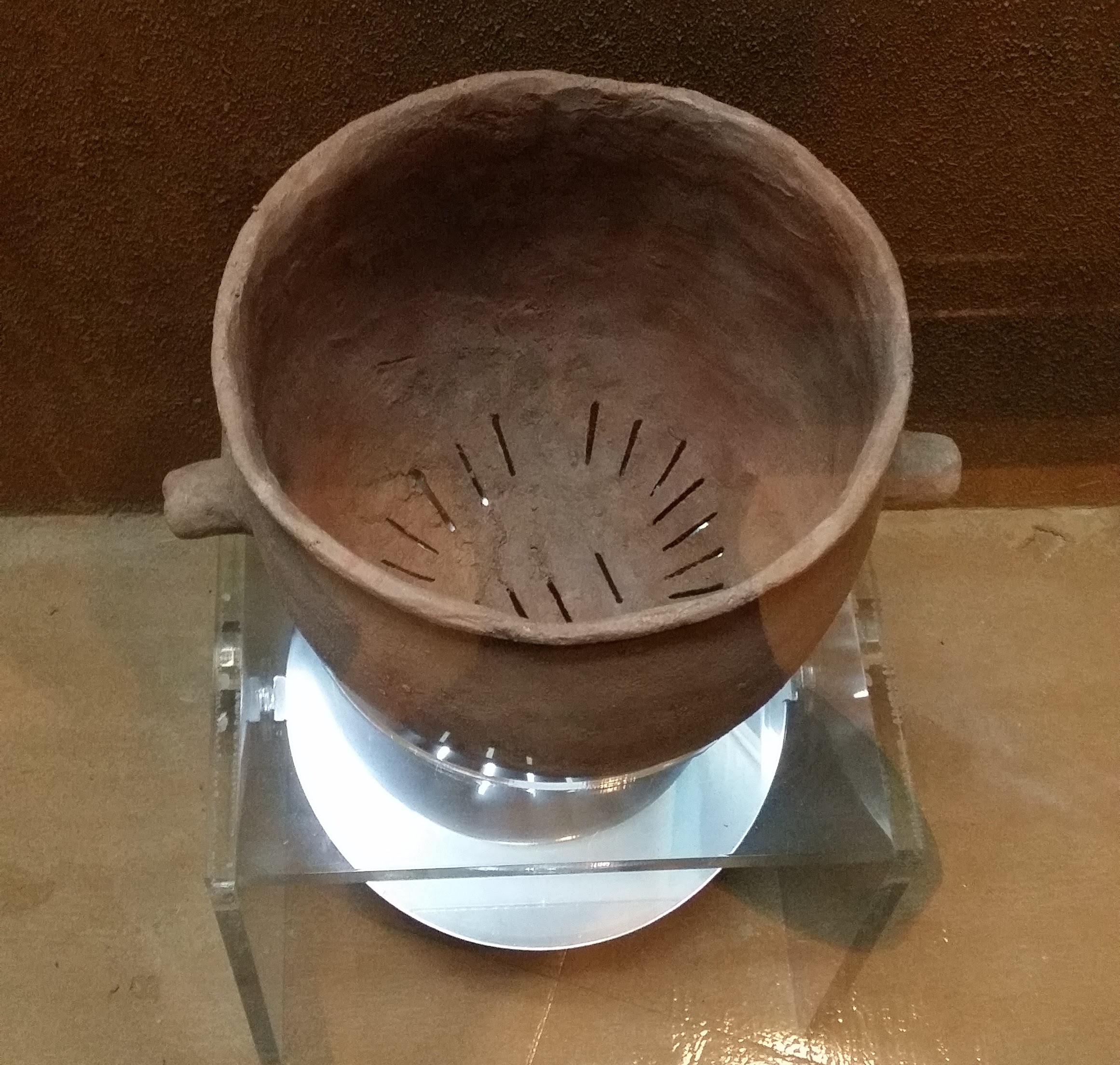
Etage de cuisson à la vapeur en terre cuite datant de l'âge de bronze (Corée)

En chinois zhenglong (蒸笼 / 蒸籠, zhēnglóng, « cage-vapeur ») désigne le panier en bambou dans lequel sont placés les aliments à cuire. 电蒸锅 / 電蒸鍋, diàn zhēng guō, « pot à vapeur électrique » est le cuiseur à vapeur complet : cuve à chauffage électrique, bac(s) perforé(s), couvercle, dont les versions les plus sophistiquées, multifonctions, permettent de régler la quantité de vapeur et sa vitesse de circulation[réf. nécessaire]. 甗 (Yǎn) vase de faïence, qui peut être en bronze, est le cuit-vapeur primitif, il est composé de  鬲 (gé) le chaudron et de 甑 (zèng) l'étage de cuisson perforé qui se traduit aussi par pot à riz, car la cuisson du riz est probablement à l'origine de la cuisson à la vapeur . L'étage de cuisson vapeur en terre cuite ( 시루 (silu)) percé de 5 à 8 trous est toujours utilisé en Corée . 
En allemand Dampfgarer, vaisseau à vapeur désigne le panier de cuisson, Elektrische Dampfgarer est le cuit-vapeur électrique, Dampfbackofen le four à vapeur électrique, Systemdampfgarer le four électrique avec fonction vaporisation d'eau sur la sole . 
En anglais, food steamer or steam cooker désignent l'ensemble et steamer pot le panier . En espagnol olla vaporera (casserole à vapeur) désigne l'ensemble, olla vaporera eléctrica le cuit-vapeur électrique, escurridor la vaporera le panier y compris le panier-marguerite .

## Histoire

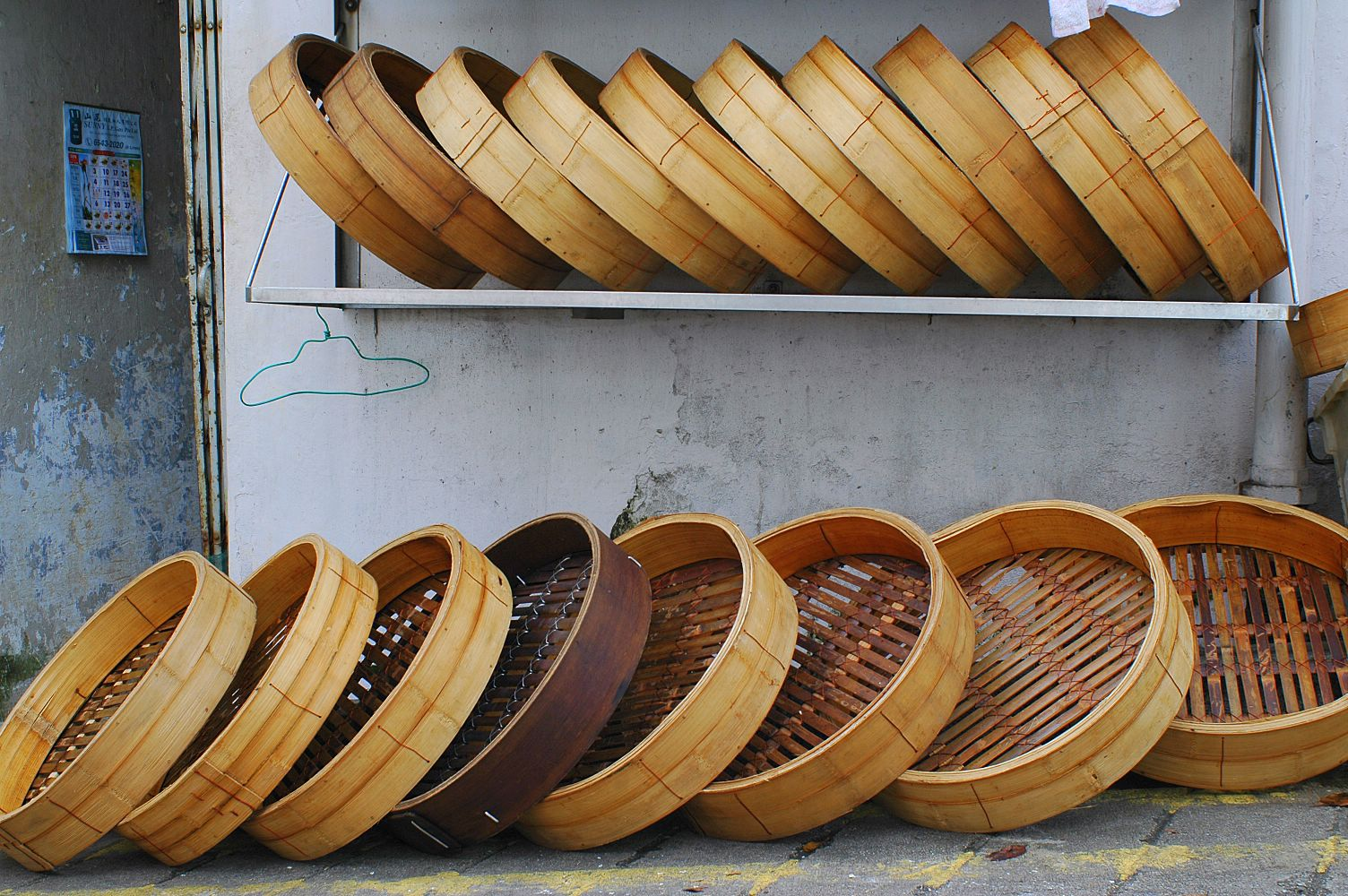
Séchage des paniers de cuit vapeur en bambou (Singapour)

En France, le cuit-vapeur apparait comme ustensile de cuisson spécialisé dans les années 1980 sous le nom de cuisine vapeur fabriqué par Tournus, avec un modèle cylindrique et un modèle ovale conçu par Jacques Manière qui lui consacre un livre de recette en 1980 ,. En 1993, le cuisine vapeur à étages fait partie du matériel nécessaire pour Bien manger Mieux vivre du Dr. Yves Jacquin («il a le même intérêt qu'une cocotte Doufeu mais permet la cuisson simultanée de plusieurs aliments») . Le terme disparait rapidement au profit de cuit-vapeur : Elisa Vergne l'emploie systématiquement dans ses livres (Toute la cuisine au micro-ondes, 1988, Toute la cuisine des poissons, 1990), il devient le terme consacré en 1992 dans Humeurs gourmandes de Geneviève Lethu et Marion Kaplan ,. 

En 2006, SEB dépose un brevet pour un «cuiseur vapeur à encombrement réduit» . Cuiseur vapeur est surtout utilisé pour les cuit-vapeurs électriques, depuis lors cuit-vapeur et cuiseur vapeur s'emploient avec une fréquence presque équivalente, cuit-vapeur étant un peu plus usuel .

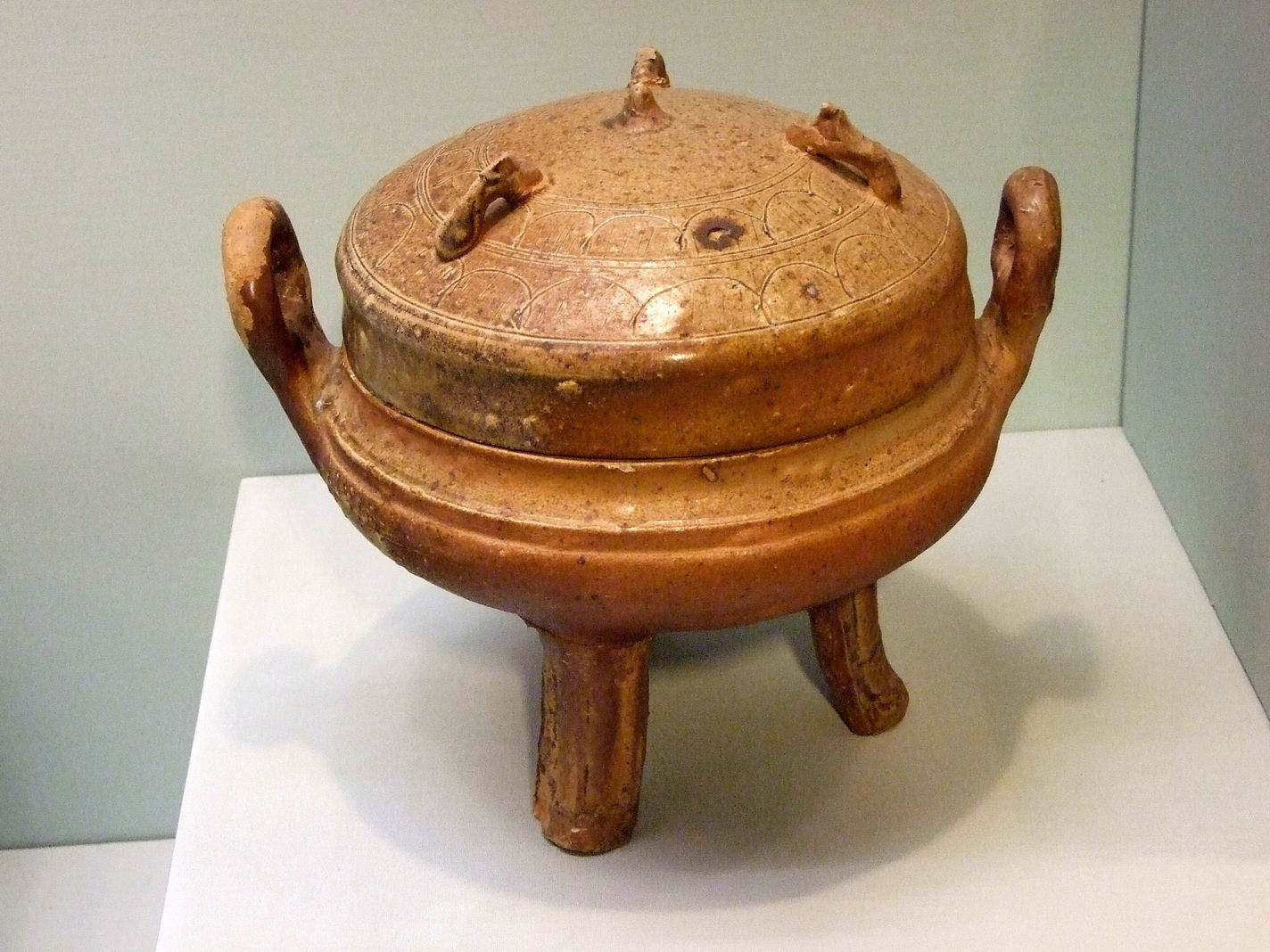
Ding tripode en céramique, dynastie Han

Le cuit vapeur sous forme de pot d'argile cuite serait concomitant de l'origine de la culture de riz, attestée en Chine dès le début de l'holocène, il y a 9 000 ans ,. Vers 5500 BP, les pots d'argile perforés à fond concave se rencontrent dans la culture de Hemudu et sur le site de Banpo ,. Façonnés de colombins d'argile pendant la culture de Yangshao où apparait le vase tripode (en français ding ) les récipients gagnent en finesse avec le tour de potier sous la culture de Longshan (4600 à 4000 BP) . Au deuxième millénaire, le 鬲 (lì, gé) cuve trépied qui reçoit le liquide  et le 甑 (yǎn) chaudron perforé de cuisson à la vapeur fixe ou mobile qui reçoit le riz, sont passés de la poterie au bronze avec les dynasties Shang et Zhou qui donnent lieu à de remarquables réalisations . L'apparition du panier de cuisson en bambou 蒸笼 (zhēng lóng) serait beaucoup plus récente, sous les Han selon la légende[réf. nécessaire].  Quasi simultanément, au début de la période Yayoi apparait au Japon le tube de cèdre 甑笼 (koshiki) destiné à cuire le riz à la vapeur .              

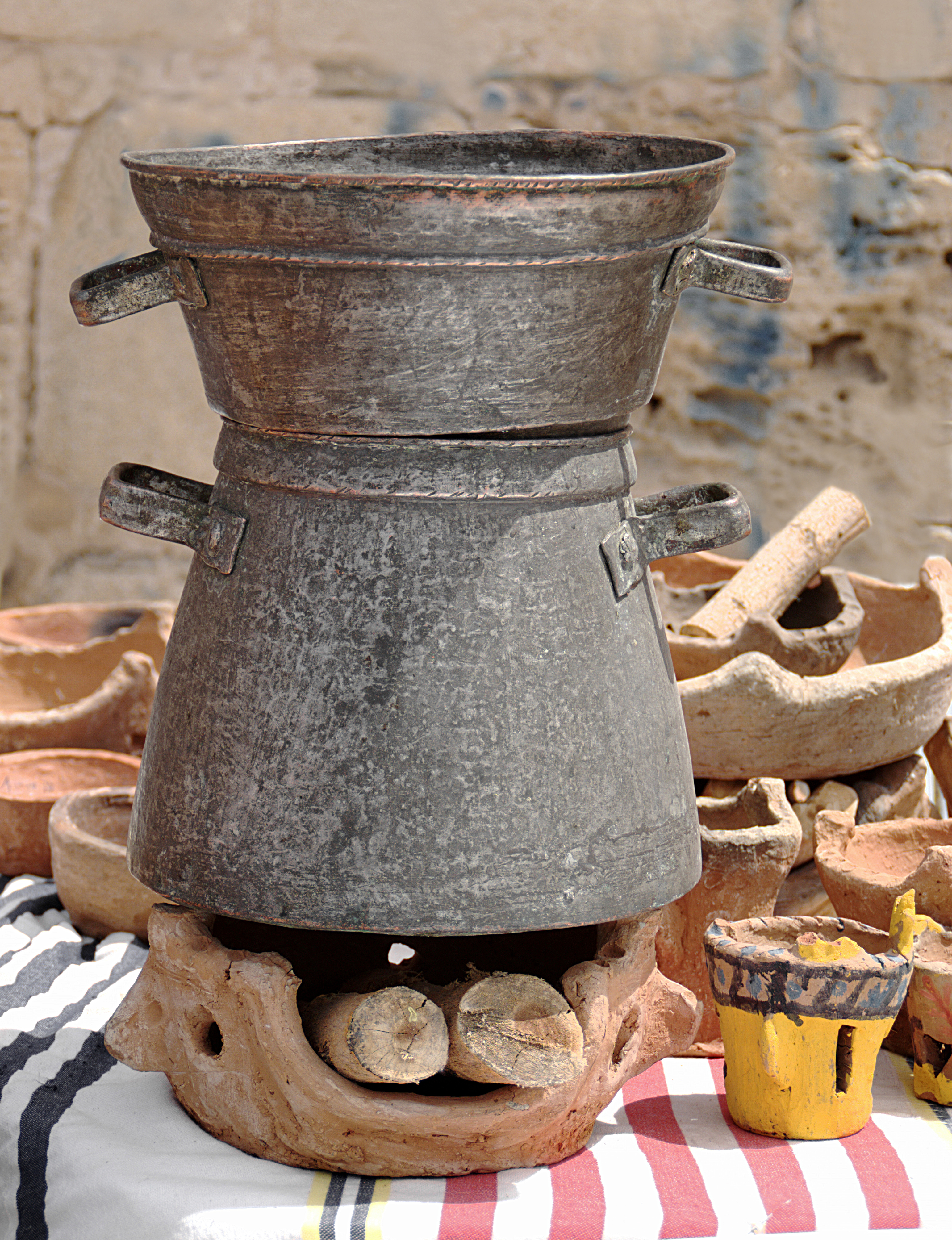
Couscoussier tunisien : le couvercle retourné sert de plat pour poser le compartiment de cuisson et l'égoutter

En 1913 la revue américaine Popular Mechanics décrit un automatic electric steam cooker, cuit vapeur à chauffage électrique intégré et qui libère de la vapeur sans surpression du compartiment de cuisson . Mais c'est à la fin du XXe siècle avec la cuisine diététique que les cuit-vapeurs électriques connaissent le succès. Ils offrent des avantages de sécurité avec la surveillance du niveau d'eau et la coupure automatique si l'eau manque, des paniers de cuisson souvent transparents à poignées froides, ils ne ruissellent pas et ils sont programmables . La circulation de la vapeur est forcée par ventilateur dans les modèles à paniers multiples .                
Le couscoussier est un cuit vapeur dont la cuve (nommée la marmite et l'étage de cuisson vapeur la couscoussière) est de grande contenance car on y cuit les aliments de la soupe servie avec la semoule cuite à la vapeur à l'étage supérieur . Il daterait de l'ère commune et a été largement diffusé dans le vaste empire islamique médiéval tandis que l'Afrique l'adopte à la même époque pour la cuisson du mil et du sorgho ,. Il en existe un modèle électrique depuis 2015, dont le fabricant explique qu'il est à la fois «un multi cuiseur complet, un couscoussier, un mijoteur, un cuit-vapeur et un rice cooker (cuiseur de riz)» .

## Description

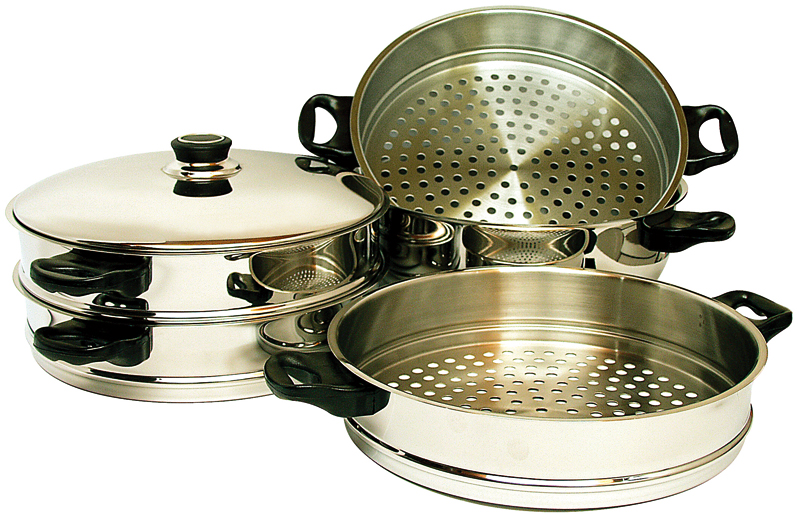
Compartiments de cuisson largement troués, de hauteurs variables, qui s'emboitent bien, couvercle bombé et poignées froides

La cuve dans laquelle le liquide est porté à ébullition doit être suffisamment grande pour ne jamais chauffer à sec. Jacques Manière donne la consommation d'eau en fonction du temps de cuisson à pression ambiante : 1/2 litre 12 min, 1 litre 25 min, 2.5 litres 1 heure et 5 min, autrement dit cuire des pommes de terre ou une daurade de 1 kg  (20 min) demande 1 litre de liquide, cuire un poulet de 1.6 kg (50 min) 2.5 litres . La cuve à chauffage électrique intégré demande une puissance de l'ordre de 800 à 1200 W. En 2016, la marque chinoise d'origine suisse Yunikly a créé un cuit vapeur pliable sans cuve de chauffage, à réserve d'eau visible (dans un bac transparent facile à remplir), produisant de la vapeur très rapidement et à compartiment de cuisson carrés . 
Les compartiments de cuisson vapeur doivent être généreusement troués, avec des poignées froides. Son volume doit être suffisant pour contenir aisément un autre contenant de façon à cuire à la vapeur le contenu d'un bol, d'un plat, d'une cocote - méthode appelée mushimono au Japon. Certains modèles ont des reliefs qui conduisent l'eau de condensation . Il en existe des modèles pliables en silicone . Une autre méthode gain de place consiste à mettre le panier de cuisson dans la cuve, au-dessus du liquide et d'enfermer le tout, ce qui rapproche l'appareil du multicuiseur . Depuis 2020, des appareils hybrides spécialisés pour la nourriture des bébés mixent les aliments en plus de la fonction cuisson ou chauffage à la vapeur.  
Le couvercle bombé évite que l'eau de condensation ne goutte sur les aliments mais au contraire s'écoule le long des parois des compartiments de cuisson.